# 川崎ステーションビル
株式会社川崎ステーションビル（かわさきステーションビル）は、川崎駅ビル「川崎BE」を運営していた、かつて存在した東日本旅客鉄道(JR東日本)の連結子会社。

## 沿革
- 1956年9月29日 - 設立
- 2009年10月1日 - 株式会社アトレに吸収合併され、解散

## 事業所
本社
- 神奈川県川崎市川崎区駅前本町26-1

## 業務内容
- 店舗、事務所の管理及び運営
- 不動産賃貸業
- 川崎駅ビル「川崎BE」の運営